# MV Polar Princess
MV Polar Princess — норвежское сейсморазведочное и гидрографическое судно, принадлежащее компании Rieber Shipping AS и управляемое от имени CGGVeritas. Корабль был выведен из эксплуатации в начале 2020 года. Корабль ранее эксплуатировался Geophysical Service Incorporated вместе с ныне выведенным из эксплуатации исследовательским кораблем MV Polar Prince.